# Щучье (озеро, Рамешковский район)
Щучье — озеро в южной части Тверской области, расположенное на территории Рамешковского района. Озеро Оршинско-Петровской группы.
Расположено примерно в 40 км к юго-востоку от посёлка Рамешки. Лежит на высоте 141,5 метров. Озеро имеет почти круглую форму: длина около 2 км, ширина до 1,8 км. Площадь водной поверхности — 2,84 км². В юго-западную часть озера впадает протока, вытекающая из озера Светлое; из северо-восточной части вытекает протока, впадающая в озеро Глубокое.

## Данные водного реестра
По данным государственного водного реестра России относится к Верхневолжскому бассейновому округу, водохозяйственный участок реки — Волга от города Тверь до Иваньковского г/у, речной подбассейн реки — Волга до Рыбинского водохранилища. Речной бассейн реки — (Верхняя) Волга до Куйбышевского водохранилища (без бассейна Оки).
Код водного объекта в государственном водном реестре — 08010100711110000000876.